# Damon (arácnido)
Diaphus es un género de arañas perteneciente a la familia Phrynichidae, orden Amblypygi. Fue descrita por el entomólogo alemán Carl Ludwig Koch en 1850.
Las arañas de este género poseen patas delanteras modificadas que utilizan para guiarse en medio de la oscuridad. A menudo, estas especies son conocidas como escorpiones látigo sin cola, esto, en referencia a sus grandes pedipalpos. Pueden dirigirse a cualquier dirección cuando se sienten amenazadas.
Su tamaño varía, puede llegar a medir entre 40 y 43 milímetros de longitud (los ejemplares más grandes registrados), con una media de 30 milímetros.

## Distribución y hábitat
El género se distribuye por África. Se ha reportado también en Brasil y Perú. Habita en las selvas tropicales y sabanas, en lugares oscuros y húmedos, normalmente se encuentra en troncos, la hojarasca y debajo de la corteza.

## Especies
- Damon annulatipes (Wood, 1869)
- Damon australis Simon, 1886
- Damon brachialis Weygoldt, 1999
- Damon diadema (Simon, 1876)
- Damon gracilis Weygoldt, 1998
- Damon johnstonii (Pocock, 1894)
- Damon longispinatus Weygoldt, 1999
- Damon medius (Herbst, 1797)
- Damon sylviae Prendini, Weygoldt & Wheeler, 2005
- Damon tibialis (Simon, 1876)
- Damon uncinatus Weygoldt, 1999
- Damon variegatus C. L. Koch, 1850